# Oposición Sindical Obrera
La Oposición Sindical Obrera (OSO) fue una organización sindical clandestina española creada por el PCE en los años 50 en un contexto de fuerte represión franquista y posteriormente vinculada al PCE (m-l). Muchos de sus miembros participaron en las elecciones sindicales de 1963 con el objeto de infiltrarse en el sindicato vertical, entre ellos Marcelino Camacho, por lo que se puede considerar a este sindicato un vivero de cuadros de las primeras Comisiones Obreras.
En cuanto a su antecedente más cercano, la OSO tiene como único precedente sindical de orientación comunista en España la Confederación General del Trabajo Unitaria (CGTU), que se escindió de la Unión General de Trabajadores (UGT) durante la Segunda República.
Con el tiempo, y al decantarse el PCE por Comisiones Obreras (CCOO), la OSO pasó a formar parte de la órbita del PCE (m-l) y se alineó con el Frente Revolucionario Antifascista y Patriota (FRAP), una organización que luchaba contra el régimen franquista mediante la acción revolucionaria.
En 1978, la OSO sería sustituida por la recién legalizada Asociación Obrera Asambleísta (AOA) como sindicato promovido por los militantes del PCE (ml). Esta última acabaría ingresando en CCOO en 1980.